# حسين باي بن محمد
حسين باي بن محمد أو حسين باي أو حسين باشا باي أو حسين باي الثاني باي تونس من 28 مارس 1824 إلى 20 ماي 1835، وهو ثامن بايات تونس

## عهده
استمر عهد حسين باي ما يزيد عن أحد عشر عاما، وقد افتتحه كما يقول ابن أبي الضياف «بالعفو عن المذنبين وإطلاق سراح المسجونين والمنفيين» ومن بين من شملهم العفو ابن الوزير محمد العربي زروق خزندار.
وقد أقر حسين باي وزراء أبيه من قبله ومن بينهم: حسين خوجة «القائم بأحوال المملكة» وسليمان كاهية ومحمد الأصرم باش كاتب، وأبو عبد الله محمد خوجة أمين الترسخانة، وعبد الوهاب باش حامبة وشاكير صاحب الطابع.

## احتلال الجزائر
في عهد حسين باي بدأ احتلال الجزائر، وكان للباي موقف محايد، حيث حذرته فرنسا قبل الاحتلال: «إن أردتَ الأمان على بلادك فكن في هذه النازلة حبيبا للفريقين، وإن أعنتَ الجزائر من البر تكون حربا لنا مثلها»  ثم أنه لما أتي مركب حربي عثماني ليعزل داي الجزائر حتى يجنبها الاحتلال، اعتذر له حسين باي عن السماح له بالنزول إلى البر  خوفا من أن تعتبر فرنسا ذلك مساعدة للجزائر. ويضيف ابن أبي الضياف بأن تلك المسألة «لا زالت في نفسه حاقطا على الباي يرددها لكل من يأتي من تونس».

## إشارات مرجعية
1. 1 2 3 4 5 6 7 8   https://www.royalark.net/Tunisia/tunis4.htm. {{استشهاد ويب}}: |url= بحاجة لعنوان (مساعدة) والوسيط |title= غير موجود أو فارغ (من ويكي بيانات) (مساعدة)
2. ↑   https://www.royalark.net/Tunisia/tunis3.htm. {{استشهاد ويب}}: |url= بحاجة لعنوان (مساعدة) والوسيط |title= غير موجود أو فارغ (من ويكي بيانات) (مساعدة)
3. 1 2 3 4 5  Ibn Abi L-Diyaf, Chronique des Beys de Tunis et du Pacte fondamental, éd. critique André Raymond, vol. 1, IRMC-ISHMN-Alif, Tunis 1994